# Dinarthrodes elongatus
Dinarthrodes elongatus är en nattsländeart som beskrevs av Martynov 1935. Dinarthrodes elongatus ingår i släktet Dinarthrodes och familjen kantrörsnattsländor. Inga underarter finns listade i Catalogue of Life.